# Allrode (Wüstung)
Allrode, auch Ellerode genannt, ist eine Wüstung bei Braunschwende im Landkreis Mansfeld-Südharz im südwestlichen Sachsen-Anhalt.

## Lage
Ellerode lag ca. 1250 m westnordwestlich der Kirche von Braunschwende an den Quellen des Steinbeeks im Harz.

## Urkundliche Überlieferungen
Im Jahre 1316 übereignete Erzbischof Burchard dem Nikolaistift in Magdeburg u. a. 5 Hufen mit dem wüsten Allrode.
Möglicherweise wird der Ort Im Jahre 1400 als Rode in den Halberstädter Archidiakonatsmatrikeln erwähnt. Diese soll 18 Halberstädtische Pfennige gegeben haben und im bannus nemoris gelegen haben.
Um 1533/1534 wird der Ort Allrode im Rammelburger Erbbuch erwähnt. Dabei wird der Zusatz jetzt Ellerode angegeben. Um 1530 bewirtschafteten sechs Braunschwender Bauern sechs Hufen in der Allröder Flur. Weiterhin bewirtschafteten drei Bauern aus Wippra zweieinhalb Hufen am Ort.
Laut dem Autor Erich Neuß handelt es sich bei Allrode um eine Rodungssiedlung des 10. oder 11. Jahrhunderts, die frühzeitig in Braunschwende aufgegangen ist. Es gab eine Kirche im Ort. In älterer Literatur werden noch Überreste der Kirche beschrieben und Ziegelfunde angegeben. Weiterhin gab es Funde von Werkzeug wie einem Hornblende-Steinbeil und einem Klopfstein, die in Halle lagern würden (laut Neuß).